# Menosca triangulata
Menosca triangulata är en insektsart som först beskrevs av Banks 1910.  Menosca triangulata ingår i släktet Menosca och familjen Lophopidae. Inga underarter finns listade i Catalogue of Life.